# Goldschmuggel nach Virginia
Goldschmuggel nach Virginia (Originaltitel: Virginia City) ist ein US-amerikanischer Western von Michael Curtiz aus dem Jahr 1940 mit Errol Flynn und Miriam Hopkins in den Hauptrollen.

## Handlung
Gegen Ende des Amerikanischen Bürgerkriegs: Die Armee der Konföderierten ist kurz vor dem Zusammenbruch. Sie benötigen unbedingt weitere finanzielle Unterstützung, um den Kampf weiterzuführen. Unterstützer der Konföderierten aus Nevada haben Gold im Wert von 5 Millionen $ gesammelt, haben jedoch keine Möglichkeit das Gold aus Virginia City herauszubringen. Die Tänzerin Julia Hayne ersucht den Gefängniskommandeur Vance Irby um Hilfe, der ein berüchtigtes Kriegsgefangenenlager leitet. Im Gefängnis erfährt der Unionsoffizier Kerry Bradford von dem geplanten Goldtransport. Gemeinsam mit seinen Freunden Marblehead und Olaf Swenson ist er entschlossen, den Transport zu stoppen. 
Auf der Reise nach Virginia City trifft Kerry Julia Hayne. Die beiden verlieben sich ineinander. Julia muss jedoch auch erkennen, dass Kerry und sie verschiedene Ziele haben. Vance Irby verlangt von Julia, dass sie ihm hilft, um Kerry Bradford in eine Falle zu locken. Sie muss sich entscheiden, ob ihr die Liebe zu einem Mann wichtiger ist, als die Liebe zu ihrem Vaterland. Sie wählt die Heimat und Kerry muss als Gefangener den Goldtransport begleiten. Auf dem langen Weg kann Kerry jedoch entkommen. Auf der Flucht stürzt er von einer Klippe und wird für tot gehalten. Er überlebt jedoch und kann die Unionstruppen um Unterstützung bitten.
Der Treck zieht in der Zwischenzeit weiter, wird von Wassermangel geplagt und schließlich von John Murrell und seiner Bande überfallen. Kerry kommt rechtzeitig um den Treck zu beschützen. Vance wird bei dem Kampf tödlich verwundet. Im Todeskampf ringt er Kerry das Versprechen ab, das Gold für den Wiederaufbau des Südens zu verwenden. Kerry vergräbt das Gold und bei einem zweiten Angriff von Murrells Männern, kommen schließlich die Unionstruppen zur entscheidenden Hilfe. Kerry weigert sich gegenüber der Union nun das Gold herauszugeben, um sein Versprechen einzulösen. Nun wird Kerry von den Unionstruppen inhaftiert und zum Tode verurteilt. Julia erkämpft schließlich Gnade bei Präsident Abraham Lincoln und die Liebenden sind wieder vereint.

## Kritiken
„Routiniert und stimmungsvoll inszeniert und hochkarätig besetzt, bietet der ambitionierte Western gute, spannende Unterhaltung.“